# عبدالله آباتسیف
عبدالله آباتسیف (روسی: Абдулла Алхазович Абациев؛ زادهٔ ۱۶ اوت ۱۹۹۳) بازیکن فوتبال اهل جمهوری آذربایجان است.
از باشگاه‌هایی که در آن بازی کرده‌است می‌توان به باشگاه فوتبال شماخی، باشگاه فوتبال آرماویر (روسیه)، باشگاه فوتبال اسپارتاک ولادی‌قفقاز، و باشگاه فوتبال سومقاییت اشاره کرد.
وی همچنین در تیم‌های ملی فوتبال زیر ۱۷ سال جمهوری آذربایجان، زیر ۱۹ سال جمهوری آذربایجان، زیر ۲۱ سال جمهوری آذربایجان، و جمهوری آذربایجان بازی کرده‌است.